# Mārtiņš Pluto
Mārtiņš Pluto (13 januari 1998) is een Letse wegwielrenner die anno 2024 rijdt voor BEAT Cycling Club.

## Carrière
Pluto won het Letse kampioenschap op de weg bij de junioren in 2016 en bij de beloften in 2018. De afgelopen jaren heeft Pluto zich ontpopt tot top-sprinter in het continentale circuit. Zo won hij in 2022 de Midden-Brabant-Poort Omloop. In 2023 kwam Pluto pas echt op stoom met verschillende ereplaatsen in de Arno Wallaard Memorial, de Ronde van Overijssel, de Ster van Zwolle en de Van Merksteijn Fences Classic.

## Palmares
2016
 Letse kampioenschap op de weg, junioren
2018
 Letse kampioenschap op de weg, beloften
2019
5e etappe Ronde van het Poyangmeer
2022
Midden–Brabant Poort Omloop

## Resultaten in voornaamste wedstrijden
|      | \| Jaar \| \| WK op de weg \| \| ---- \| \| ------------ \| \| 2021 \| \| opgave \| \| 2022 \| \| \| \| 2023 \| \| opgave \| |              |
| Jaar | | WK op de weg |
| 2021 | | opgave       |
| 2022 | |              |
| 2023 | | opgave       |

## Ploegen
- 2018 –  ABLOC CT
- 2019 –  ABLOC CT
- 2020 –  ABLOC CT
- 2021 –  ABLOC CT
- 2022 –  ABLOC CT
- 2023 –  ABLOC CT
- 2024 –  BEAT Cycling Club